# Плаксин Сергій Іванович
Сергій Іванович Плаксин (1854, Вічуга, Костромська губернія — ?) — історик-аматор, автор краєзнавчих нарисів з історії Одеси

## Життєпис та науковий доробок
Народився в м. Вічуга Костромської губернії.
З дитинства був знайомий та пізніше мав тривале листування з Левом Толстим та членами його родини. Закінчив віленську гімназію, та юридичний факультет Санкт-Петербурзького університету (1876, зі ступенем кандидата права).
Служив у департаменті загальних справ Міністерства внутрішніх справ Російської Імперії. 1880 отримав посаду молодшого чиновника для особливих доручень і діловода канцелярії при тимчасовому Одеському генерал-губернаторі, а з 15 березня 1891 року — інспектора з нагляду за друкарнями, літографіями і книжковою торгівлею в Одесі (від 1903 — інспектор з нагляду за закладами друку й книжковою торгівлею в Одесі). До березня 1917, у ранзі дійсного статського радника, був старшим інспектором «Міського комітету з нагляду за друкарнями, літографіями й книжною торгівлею в м. Одесі», а за часів гетьманату П. Скоропадського — виконуючим обов'язки «інспектора до догляду за друком при Одеським отаманстві».
Написав та опублікував кілька збірок своїх віршів, писав книжки для дітей, літературні нариси. Був автором видань «Современная Абисстния» (1896) та «О принципах морали китайских философов» (1900). Редагував «Щеголевский альбом» — збірку історичних свідчень присвячених 50-літтю подій 1854. Його найбільшим нарисом з історії Одеси є книга «Коммерческо-промышленная Одесса…». В ній подано огляд історії Одеси від античних часів (її перший розділ мав назву: «Історичний огляд місця, яке тепер займає Одеса з найдавніших часів до заснування міста»). Початок Кримської війни 1853—1856 він розглядав як кінець історії «старої Одеси».
Першим серед дослідників історії Одеси широко використав матеріали зі шпальт «Одесский Вестник». Завдяки чому в книзі було подано детальну інформацію про зовнішню торгівлю Одеси, судноплавство, обіг місцевого ярмарку, промисловість та ремесло та ін. Особлива увага приділяв історії одеських торговельних та промислових фірм. У розділі «найстаріші фірми в Одесі» було вміщено короткі біографії та портрети засновників впливових підприємств міста: С. Фендріха, Л.Нітче, А. Цорна, В. Пташнікова та ін. Короткий нарис у книзі було присвячено історії одеських катакомб, а також подано «нарис розвитку мистецтв» в Одесі.

## Праці
- Плаксин С. Коммерческо-промышленная Одесса и ее представители в конце девятнадцатого столетия и история развития торговых фирм с приложением адресных сведений. — Одесса, 1901. — 144 с.;

- Щеголевский альбом. Сборник исторических фактов, воспоминаний, записок, иллюстраций и т.п. за время бомбардирования Одессы в 1854 г. Под редакцией и изданием С. И. Плаксина. — Одесса, 1905.